# Lilla Stenby
Lilla Stenby är en tätort i Ekerö kommun i Stockholms län, belägen på östra sidan av Adelsön. Härifrån går Adelsöleden med linfärjan Tora till Munsön.

## Befolkningsutveckling
| Befolkningsutvecklingen i Lilla Stenby 1990–2020 | Befolkningsutvecklingen i Lilla Stenby 1990–2020 | Befolkningsutvecklingen i Lilla Stenby 1990–2020 | Befolkningsutvecklingen i Lilla Stenby 1990–2020 | Befolkningsutvecklingen i Lilla Stenby 1990–2020 |
| ------------------------------------------------ | ------------------------------------------------ | ------------------------------------------------ | ------------------------------------------------ | ------------------------------------------------ |
|                                                  |                                                  |                                                  |                                                  |                                                  |
| År                                               |                                                  |                                                  | Folkmängd                                        | Areal (ha)                                       |
| 1990                                             | 1990                                             |                                                  | 141                                              | 17#                                              |
| 1995                                             | 1995                                             |                                                  | 177                                              | 20#                                              |
| 2000                                             | 2000                                             |                                                  | 181                                              | 21#                                              |
| 2005                                             | 2005                                             |                                                  | 192                                              | 22#                                              |
| 2010                                             | 2010                                             |                                                  | 244                                              | 25                                               |
| 2015                                             | 2015                                             |                                                  | 284                                              | 93                                               |
| 2020                                             | 2020                                             |                                                  | 250                                              | 84                                               |
| Anm.: Ny tätort 2010. # Som småort.              |                                                  |                                                  |                                                  |                                                  |